# NGC 3081
NGC 3081 is een balkspiraalstelsel in het sterrenbeeld Waterslang. Het hemelobject werd op 21 december 1786 ontdekt door de Duits-Britse astronoom William Herschel.

## Synoniemen
- IC 2529
- ESO 499-31
- MCG -4-24-12
- NPM1G -22.0176
- AM 0957-223
- PGC 28876